# Kenneth Sivertsen
Kenneth Sivertsen (ur. 31 sierpnia 1973 w Narwiku) – norweski narciarz alpejski. Zajął 19. miejsce w supergigancie na igrzyskach w Salt Lake City w 2002 r. Zajął też 11. miejsce w supergigancie na mistrzostwach świata w Vail w 1999 r. Najlepsze wyniki w Pucharze Świata osiągnął w sezonie 2000/2001, kiedy to zajął 22. miejsce w klasyfikacji generalnej.

## Sukcesy

### Puchar Świata

#### Miejsca w klasyfikacji generalnej
- 1994/1995 – 114.
- 1995/1996 – 88.
- 1996/1997 – 112.
- 1997/1998 – 113.
- 1998/1999 – 42.
- 1999/2000 – 48.
- 2000/2001 – 22.
- 2001/2002 – 54.
- 2002/2003 – 97.
- 2003/2004 – 143.

#### Miejsca na podium
1. Vail – 3 grudnia 2000 (supergigant) – 3. miejsce
2. Åre – 8 marca 2001 (zjazd) – 3. miejsce